# 滾動調查
滾動調查，是一連串在不同時段的民意調查，所問的內容都是相同，用意是了解民意的轉變，按時段的轉移，例如調查民眾對政府的信任度。

## 相關
- 2010年香港立法會地方選區補選
- 2007年香港立法會港島選區補選

## 外部參考
- 2007年立法會香港島選區補選滾動調查 （页面存档备份，存于）
- 2006年高校学生思想政治状况滚动调查
- 滚动调查小常识 （页面存档备份，存于）
- 選舉民意調查與傳媒專業操守 - 滾動調查 （页面存档备份，存于）